# مازندران (شاهنامه)
مازندران (به اوستایی: 𐬨𐬀𐬰𐬀𐬌𐬥𐬌𐬌𐬀 ت.ت. 'mazainiia') از سرزمین‌هایی است که نام آن در شاهنامه آمده‌است (۶۳ بار) این منطقه در شاهنامه با نام «جایگاه دیوان» شناخته می‌شد. داستان نبرد رستم با دیو سپید که به هفت‌خان رستم نیز شهرت دارد، در این سرزمین رخ داد. بر پایهٔ شاهنامه، در دوره کیکاووس، رامشگری به دربار شاه ایران می‌آید و به توصیف مازندران می‌پردازد، کیکاووس با شنیدن سخنان رامشگر فریب می‌خورد و برخلاف نظر پهلوانان، برای تصرف مازندران به آن سرزمین حمله‌ور می‌شود.

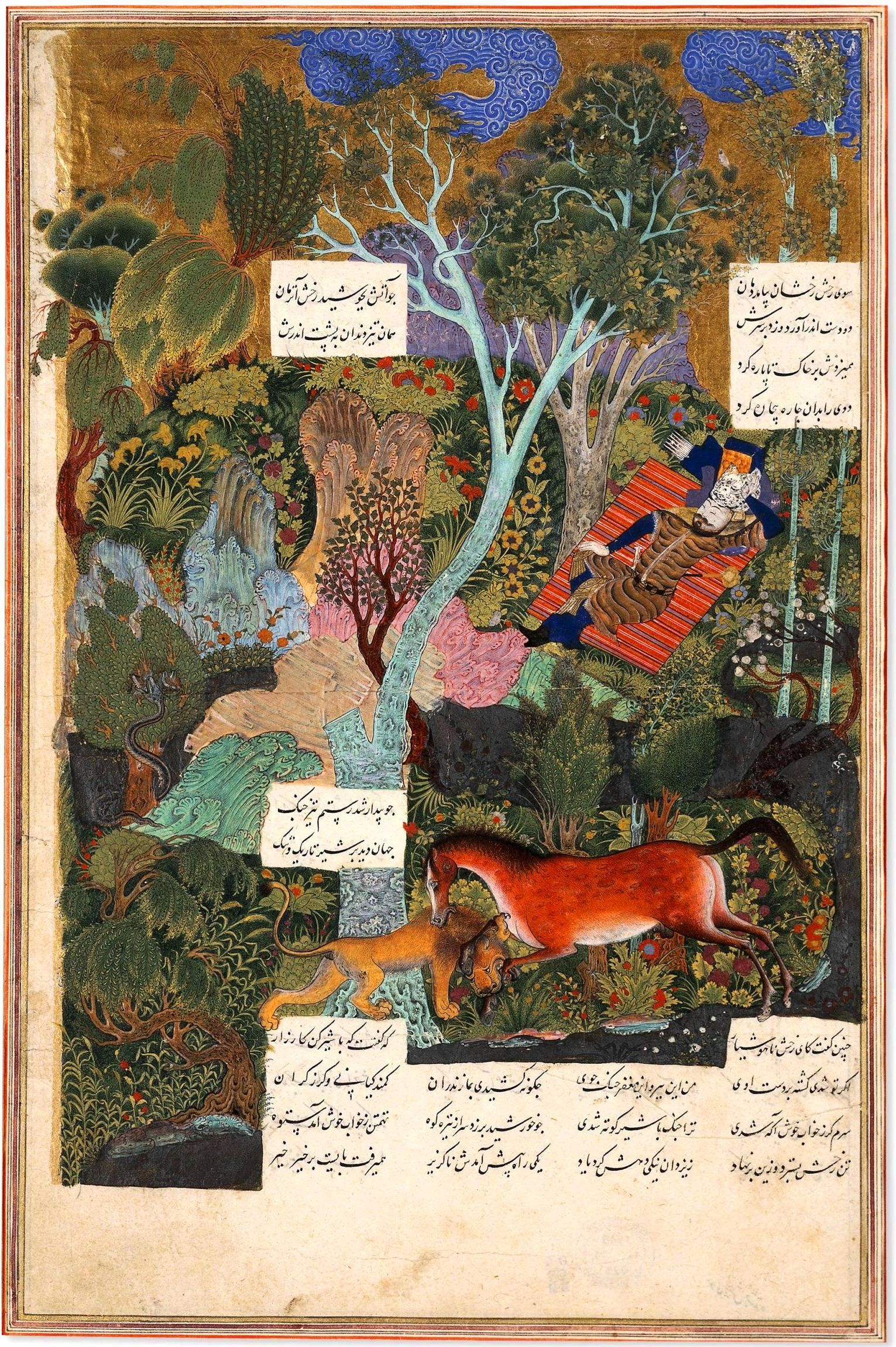
درگیری رستم با دیوان مازندران

## دیوان مازندران
مازندران را «سرزمین دیوان» می‌داند و منظومه هفت خوان رستم مشهورترین داستانی است که رستم با دیوان مازندران درگیر می‌شود. البته داستان دیو در مازندران تنها به هفت خوان رستم ختم نمی‌شود. فردوسی در چند بخش شاهنامه از «دیوان» به عنوان موجوداتی افسانه‌ای و بسیار نیرومند یاد می‌کند که نیرویی جادویی دارند. این موارد به ترتیب عبارت است از جنگ سام با دیوان مازندران در دورهٔ پادشاهی منوچهر، جنگ‌های کیکاووس و رستم با دیوان مازندران، و نبرد رستم با اکوان دیو مازندران در زمان کیخسرو.
جدای از شاهنامه، در ایران پیش از زرتشت، دیوها مقدس بودند و در کنار دیگر ایزدان پرستش می‌شدند. با پیدایش دین زرتشت و گسترش آن در ایران، دیوها جایگاه خود را از دست دادند و در ردیف اهریمنان جای گرفتند.
در برخی روایت‌های بجا مانده از دوران باستان، ویژگی‌هایی از دیوان دیده می‌شود که مشابه انسان است. در گرشاسب‌نامه، دیوها دارای صفات انسانی هستند و از تمدن و هنر و دانش و موسیقی برخوردارند. بنا بر شاهنامه، آنها بودند که خط و نوشتن را به تهمورث آموختند و جمشید با کمک آنان، بناهای بزرگ ساخت.

## موقعیت جغرافیایی
دربارهٔ موقعیت جغرافیایی مازندران شاهنامه اختلاف نظر وجود دارد به طوری که برخی آن را مطابق با استان مازندران کنونی در شمال ایران یا همان طبرستان نمی‌دانند. این در حالیست که برخی مانند فریدون جنیدی مازندران را همان طبرستان می‌داند.
- ذبیح‌الله صفا می‌نویسد: رستم پس از ورود به خاک مازندران صد فرسنگ راه برید تا به کاووس رسید و از آنجا صد فرسنگ دیگر طی کرد تا بر دیو سفید دست یافت. این در حالی است که استان مازندران بیش از سی فرسنگ عرض و صد فرسنگ طول ندارد.
- صادق کیا نیز در کتاب شاهنامه و مازندران، با اشاره به تفاوت‌های مازندران کنونی و مازندران شاهنامه می‌نویسد: در شاهنامه از طبرستان یا مازندران کنونی هیچگاه به بدی یاد نشده و سخنی از بدی مردمان آن و زیستن دیوان و جادوان در آن و لشکر کشیدن سام و رستم به آن نرفته‌است. این سرزمین نه تنها از آن ایران است، بلکه پایتخت فریدون و منوچهر، دو شهریار نامور و بزرگ و دادگر این کشور است.
- ظهیرالدین مرعشی در کتاب تاریخ طبرستان و رویان و مازندران مازندران را بخشی از طبرستان معرفی می‌کند و می‌نویسد: حد طبرستان از طرف شرقی دیناره‌جاری و از طرف غربی ملاط که آن قریه شهر هوسم که اکنون به فرضه روده‌سر اشتهارد دارد. حد مازندران از طرف شرقی بیشه انجدان می‌باشد و از طرف غربی ملاط می‌باشد. حد گرگان حالیا که به استرآباد مشهور است و اصلاً دهستان می‌گفتند شرقی دیناره جاری است که حد شرقی تمام طبرستان است و غربی انجدان که حد شرقی مازندران است. به گفتهٔ ظهیرالدین مرعشی مازندران بخشی از طبرستان است و سرزمین طبرستان، گرگان و مازندران هر دو را در بر می‌گرفت.[۶]
- ابن اسفندیار در کتاب تاریخ طبرستان ذکر کرده ناحیه مازندران در اساطیر پهلوی «بیشه نارون» یا «بیشه تمیشه» نام داشت و بعدها به مازندران مشهور شد.[۷]
- گای لسترنج در کتاب جغرافیای تاریخی سرزمین‌های خلافت شرقی مینویسد: طبرستان و مازندران مترادف و به یک معنی بودند، اما در همان حال که اسم طبرستان بر تمام نواحی کوهستانی و اراضی پست ساحلی اطلاق میشد اسم مازندران بر منطقه اراضی پست ساحلی که از دلتای سفیدرود تا جنوب خاوری بحر خزر امتداد دارد اطلاق می‌گردید.[۸]
- غلام‌رضا پیروز مازندران شاهنامه را همان مازندران فعلی معرفی می‌کند و مینویسد: مازندرانی که فردوسی آن را می‌شناخته، مازندران فعلی و طبرستان بوده است. سرزمین دیوان با فرهنگ و جنگجو که در برابر اقوام مهاجم آریایی به حراست و صیانت از زادبوم خود پرداختند و از سوی آریاییان مزدیسنا با صفات پلشت و پلید متصف شدند.[۹]
- حسین کریمان هم در کتاب پژوهشی در شاهنامه، اعتقاد دارد که دو مازندران وجود داشت که یکی از آن‌ها در حدود یمن و مصر و شام و دیگری در قسمت‌های شمال هندوستان بود و احتمال می‌دهد مازندرانی که در شاهنامه است همان مازندرانی است که در حدود شام و یمن و مصر قرار داشت.[۱۰]
- میرجلال‌الدین کزازی ضمن یکی دانستن مازندران شاهنامه با مازندران کنونی می‌گوید: فردوسی از مردم مازندران با نام دیوان یاد کرده‌است. مباد گمان ببریم که دیوان شاهنامه با آن دیوان و اهریمنان که ما امروز از این واژه می‌خوانیم یکسان‌اند.[۱۱]
- فردوسی در شاهنامه در دوران لشکرکشی اعراب به ایران در زمان یزدگرد سوم به قوم طبری در مازندران و ایران اشاره می‌کند:

| چو میروی طبری و چون ارمنی   |  | به جنگ‌اند با کیش آهرمنی    |
| چو کلبوی سوری و این مهتران  |  | که گوپال دارند و گرز گران  |
| همی سر فرازند که ایشان کیند |  | به ایران و مازندران برچیند |